# 厂窖镇
厂窖镇，是中华人民共和国湖南省益阳市南县下辖的一个乡镇级行政单位。

## 厂窖惨案
1943年5月9日至5月12日，侵华日军在华中方面军司令官畑俊六的率领下，在厂窖镇屠杀了三万余中国平民百姓，强奸当地妇女两千多人，犯下滔天罪行，震惊中外，史称厂窖惨案。后来当地建有厂窖惨案遇难同胞纪念碑。
2013年，厂窖惨案遗址被中国国务院列入第七批全国重点文物保护单位（近现代重要史迹及代表性建筑）。

## 行政区划
厂窖镇下辖以下地区：
浩成社区、思乐村、先锋村、德伏村、永兴村、东风村、浃南村、全成村、玉成村、连和村、五一村、全固村、肖家湾村、连伏村、同西村、西洲村、幸伏村、西伏村和八角山村。